# Baconia gounellei
Baconia gounellei är en skalbaggsart som först beskrevs av Sylvain Auguste de Marseul 1887.  Baconia gounellei ingår i släktet Baconia och familjen stumpbaggar. Inga underarter finns listade i Catalogue of Life.